# یارل سالومن
یارل سالومن (انگلیسی: Jarl Salomein؛ زادهٔ ۲۷ ژانویهٔ ۱۹۸۹ ‏(۳۶ سال)) دوچرخه‌سوار اهل بلژیک است.
از باشگاه‌هایی که در آن بازی کرده‌است می‌توان به اسپورت فلاندر-بالوزه اشاره کرد.